# Jørgen Graabak
Jørgen Nyland Graabak (* 26. April 1991 in Trondheim) ist ein ehemaliger norwegischer Nordischer Kombinierer. Bei den Olympischen Winterspielen 2014 und 2022 gewann Graabak die Goldmedaille im Wettkampf auf der Großschanze.

## Werdegang
Graabak begann im Alter von zwölf Jahren mit dem Skisport und fing ein Jahr später mit der Nordischen Kombination an. Die ersten Wettkämpfe auf internationaler Ebene absolvierte er bei den Juniorenweltmeisterschaften 2009, wo er im Einzelwettbewerb den 20. Rang beim Sieg des Italieners Alessandro Pittin belegte. Bei den Juniorenweltmeisterschaften im Winter darauf erreichte er Platz zehn und gewann mit dem Team um Ole Christian Wendel, Gudmund Storlien und Truls Sønstehagen Johansen die Silbermedaille hinter der deutschen Mannschaft. Nachdem ihm zu Saisonbeginn 2010/11 mehrere Podiumsergebnisse im Continentalcup gelungen waren, debütierte er im Januar 2011 im Weltcup, verpasste dort aber bei seinen sechs Einsätzen in diesem Winter die Punkteränge der besten 30. Ein solches Resultat erreichte er erstmals im Dezember 2011: Nach zwei 28. Rängen in der Ramsau schaffte er eine Woche später beim Weltcup in Seefeld mit der schnellsten Laufzeit als Dritter hinter Jason Lamy Chappuis und Alessandro Pittin den Sprung auf das Podest. Mit diesen Ergebnissen etablierte sich der zu diesem Zeitpunkt 20-jährige Graabak fest im Weltcupteam der Norweger, im weiteren Verlauf des Winters erreichte er zwei weitere Podiumsergebnisse, darunter ein Weltcupsieg mit Jan Schmid, Magnus Moan und Mikko Kokslien in der Staffel. Insgesamt lag er am Ende der Saison auf dem 16. Platz im Gesamtweltcup.

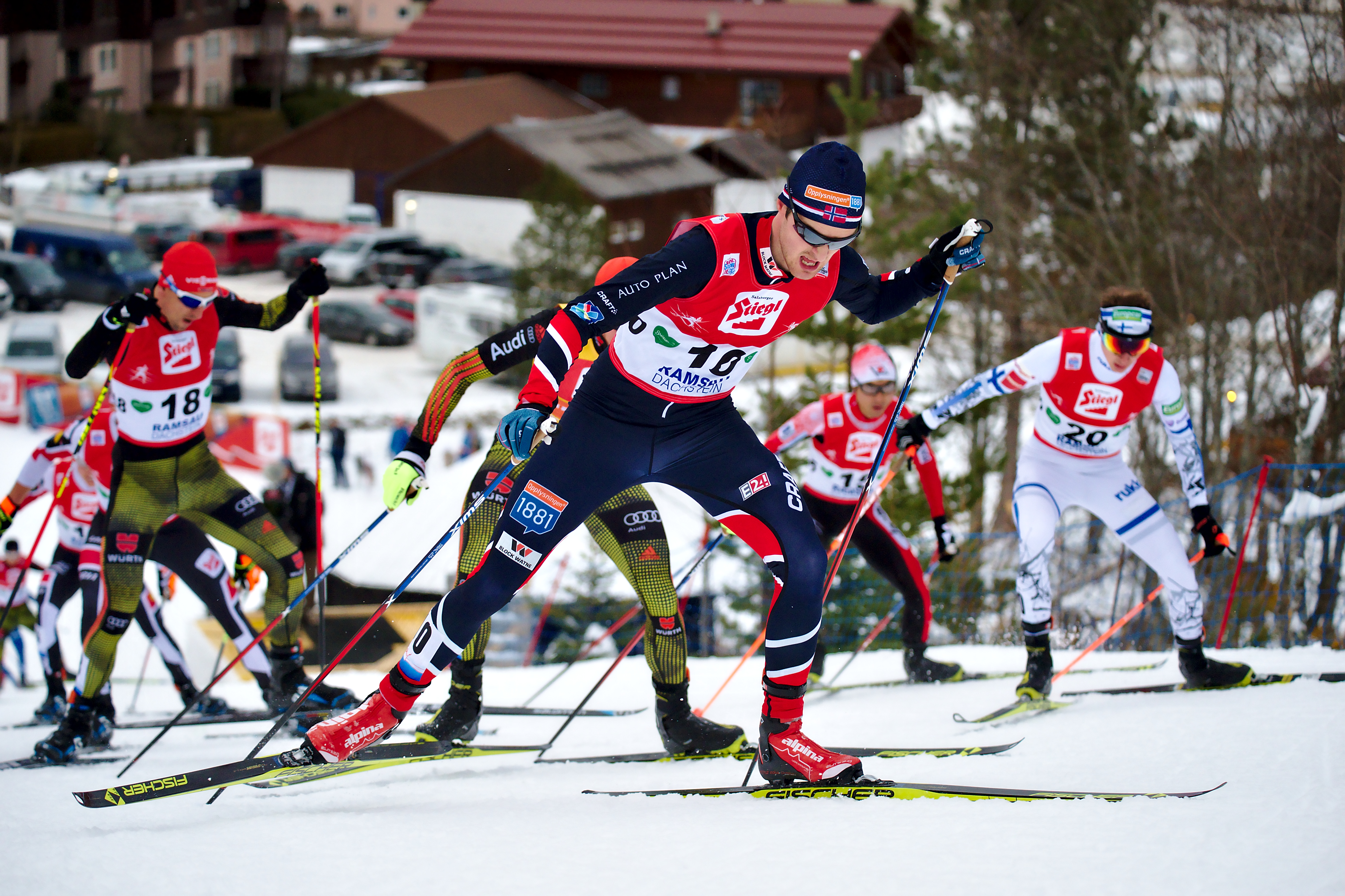
Graabak beim Weltcup in Ramsau 2016

Auch in der Folgesaison gelangen Graabak mehrfach Top-10-Resultate sowie zwei Weltcupsiege in der Staffel und im Teamsprint. Bessere Ergebnisse scheiterten zumeist an seiner Schwäche im Springen, nach dieser Teildisziplin lag der Norweger oft weit zurück und musste sich durch eine gute Laufleistung im Klassement verbessern. Beim Saisonhöhepunkt des Winters 2012/13, den Nordischen Skiweltmeisterschaften im Val di Fiemme, hatte Graabak etwa nach dem Springen als 49. bereits mehr als drei Minuten Rückstand auf die Spitze und konnte sich auch mit der elftbesten Laufleistung nicht unter den besten 30 platzieren. Gleichzeitig gewann er bei diesen Weltmeisterschaften mit dem Team die Silbermedaille hinter der französischen Mannschaft. Der olympische Winter 2013/14 begann für ihn mit einem zweiten Platz hinter Eric Frenzel im Einzel und dem Sieg mit der norwegischen Mannschaft im Teamwettbewerb bei der Saisoneröffnung in Kuusamo, auch bei weiteren Weltcuprennen belegte er einstellige Ränge. Lediglich bei einem von acht Weltcups und bei seinem letzten vorolympischen Start beim Nordic Combined Triple verpasste er die Top Ten. Mit diesen Ergebnissen qualifizierte er sich für das fünfköpfige norwegische Olympiaaufgebot an Kombinierern.
Bei den Olympischen Spielen in Sotschi kam Graabak beim ersten Einzelwettkampf von der Normalschanze nicht zum Einsatz, dafür aber beim Wettbewerb von der Großschanze, wo er seinen Teamkollegen Mikko Kokslien ersetzte. Hier sprang der Norweger zunächst auf den sechsten Rang, holte seinen Startrückstand von 42 Sekunden aber früh auf und sicherte sich im Zielsprint vor seinem Mannschaftskameraden Magnus Moan die Goldmedaille. Dieser Sieg war zugleich der erste Erfolg Graabaks bei einem FIS-Einzelwettkampf auf internationaler Ebene überhaupt, weswegen er als Überraschung gewertet wurde. Das Training zur Vorbereitung dieses Erfolges ist exakt dokumentiert und weist darauf hin, dass der norwegische Verband ihm durchaus eine realistische Chance einräumte. Mit seinem Triumph gelang es ihm als erstem Norweger seit Bjarte Engen Vik 1998, eine olympische Goldmedaille zu gewinnen.
In der Saison 2014/15 gelang dem amtierenden Olympiasieger sein erster Weltcupsieg, als er sich in einem knappen Rennen im italienischen Val di Fiemme gegen Bernhard Gruber und Fabian Rießle durchsetzen konnte. Nachdem er auch mit dem Team einen sowie im Teamsprint zwei Wettkämpfe gewinnen konnte, ging er als Medaillenfavorit zu den Weltmeisterschaften 2015 in Falun. Dort gewann er schließlich mit dem Team die Silbermedaille hinter der deutschen Staffel. In den Weltcup 2015/16 startete Graabak mit einer Reihe von Platzierungen unter den Besten zehn. Nachdem er dabei viermal als Vierter das Podest nur knapp verpasst hatte, triumphierte Graabak beim Heimweltcup in Trondheim. Zum Saisonabschluss in Schonach konnte er diesen Erfolg wiederholen und die Saison als Vierter der Gesamtwertung beenden.
Bei den Nordischen Skiweltmeisterschaften 2017 in Lahti gewann Graabak erneut die Silbermedaille mit dem Team. Auch bei den Olympischen Winterspielen 2018 in Pyeongchang belegte er gemeinsam mit Jan Schmid, Espen Andersen und Jarl Magnus Riiber den zweiten Platz hinter Deutschland. Seinen Titel von der Großschanze konnte er als Zehnter nicht verteidigen und auch beim Gundersen-Wettkampf von der Normalschanze verpasste er als Achtzehnter die Medaillenränge deutlich.
In der Weltcup-Saison 2018/19 gewann Graabak Ende Dezember sein fünftes Weltcuprennen in der Ramsau. Wenige Wochen später feierte er mit dem Gewinn des Teamsprints in Val di Fiemme zudem seinen vierzehnten Teamerfolg. Mit seinem zweiten Saisonsieg in Lahti im Rücken reiste Graabak zu den Nordischen Skiweltmeisterschaften 2019 in Seefeld. Dort wurde er gemeinsam mit Espen Bjørnstad, Jan Schmid und Jarl Magnus Riiber Teamweltmeister. Die Saison schloss er auf dem siebten Platz der Weltcup-Gesamtwertung sowie mit Gewinn des Massenstarts und des Teamsprints bei den Norwegischen Meisterschaften 2019 ab.
Im Mai 2025 gab Graabak bekannt, dass er seine aktive sportliche Karriere mit sofortiger Wirkung beende.

## Erfolge

### Weltcupsiege im Einzel
| Nr. | Datum             | Ort           | Disziplin |
| --- | ----------------- | ------------- | --------- |
| 01. | 1. Februar 2015   | Val di Fiemme | Gundersen |
| 02. | 9. Februar 2016   | Trondheim     | Gundersen |
| 03. | 6. März 2016      | Schonach      | Gundersen |
| 04. | 12. Januar 2018   | Val di Fiemme | Gundersen |
| 05. | 23. Dezember 2018 | Ramsau        | Gundersen |
| 06. | 10. Februar 2019  | Lahti         | Gundersen |
| 07. | 30. Januar 2022   | Seefeld 1     | Gundersen |

### Weltcupsiege im Team
| Nr. | Datum             | Ort           | Disziplin        |
| --- | ----------------- | ------------- | ---------------- |
| 01. | 7. Januar 2012    | Oberstdorf    | Staffel 2        |
| 02. | 5. Januar 2013    | Schonach      | Staffel 3        |
| 03. | 1. Dezember 2013  | Ruka          | Staffel 4        |
| 04. | 14. Dezember 2013 | Ramsau        | Teamsprint 5     |
| 05. | 1. März 2014      | Lahti         | Teamsprint 6     |
| 06. | 30. November 2014 | Ruka          | Teamsprint 6     |
| 07. | 20. Dezember 2014 | Ramsau        | Staffel 7        |
| 08. | 31. Januar 2015   | Val di Fiemme | Teamsprint 8     |
| 09. | 26. Februar 2016  | Val di Fiemme | Teamsprint 9     |
| 10. | 4. März 2016      | Schonach      | Staffel 10       |
| 11. | 14. Januar 2017   | Val di Fiemme | Teamsprint 11    |
| 12. | 2. Dezember 2017  | Lillehammer   | Staffel 12       |
| 13. | 21. Januar 2018   | Chaux-Neuve   | Staffel 12       |
| 14. | 12. Januar 2019   | Val di Fiemme | Teamsprint 8     |
| 15. | 12. Januar 2020   | Val di Fiemme | Teamsprint 13    |
| 16. | 25. Januar 2020   | Oberstdorf    | Staffel 14       |
| 17. | 29. Februar 2020  | Lahti         | Teamsprint 13    |
| 18. | 23. Januar 2021   | Lahti         | Teamsprint 13    |
| 19. | 4. Dezember 2021  | Lillehammer   | Staffel 14       |
| 20. | 7. Januar 2022    | Val di Fiemme | Mixed-Staffel 15 |
| 21. | 26. Februar 2022  | Lahti         | Teamsprint 16    |
| 22. | 6. Januar 2023    | Otepää        | Mixed-Staffel 17 |
| 23. | 2. März 2024      | Lahti         | Teamsprint 16    |

## Statistik

### Platzierungen bei Olympischen Winterspielen
| Jahr und Ort     | Wettbewerb   | Wettbewerb   | Wettbewerb |
| Jahr und Ort     | Gundersen NS | Gundersen GS | Team       |
| ---------------- | ------------ | ------------ | ---------- |
| 2014 Sotschi     | –            | 01.          | 01.        |
| 2018 Pyeongchang | 18.          | 10.          | 02.        |
| 2022 Peking      | 02.          | 01.          | 01.        |

### Platzierungen bei Weltmeisterschaften
| 2013 Val die Fiemme | 38. | –   | 02. | – |
| 2015 Falun          | 08. | 24. | 02. | – |
| 2017 Lahti          | 11. | 22. | 02. | – |
| 2019 Seefeld        | 09. | DNS | 01. | – |
| 2021 Oberstdorf     | 09. | 14. | 01. | – |
| 2023 Planica        | 08. | 08. | 01. | – |
| 2025 Trondheim      | 06. | 02. | 03. | – |

### Weltcupplatzierungen
| Saison  | Platz | Punkte |
| ------- | ----- | ------ |
| 2011/12 | 16.   | 0442   |
| 2012/13 | 20.   | 0259   |
| 2013/14 | 07.   | 0509   |
| 2014/15 | 13.   | 0305   |
| 2015/16 | 04.   | 0908   |
| 2016/17 | 11.   | 0422   |
| 2017/18 | 05.   | 0830   |
| 2018/19 | 07.   | 0707   |
| 2019/20 | 02.   | 1106   |
| 2020/21 | 12.   | 0332   |
| 2021/22 | 0 4.  | 783    |
| 2022/23 | 14.   | 486    |
| 2023/24 | 0 4.  | 1350   |
| 2024/25 | 15.   | 584    |

### Grand-Prix-Platzierungen
| Saison | Platz | Punkte |
| ------ | ----- | ------ |
| 2014   | 26.   | 0032   |
| 2017   | 48.   | 0015   |
| 2019   | 44.   | 0032   |

### Continental-Cup-Platzierungen
| Saison  | Platz | Punkte |
| ------- | ----- | ------ |
| 2010/11 | 03.   | 0552   |